# Sisymbrium solidagineum
Sisymbrium solidagineum là một loài thực vật có hoa trong họ Cải. Loài này được Triana & Planch. miêu tả khoa học đầu tiên năm 1862.